# Entreprise de recherches et d'activités pétrolières
Pour les articles homonymes, voir ERAP.
L’Erap (à l'origine Entreprise de recherches et d'activités pétrolières,) était un établissement public à caractère industriel et commercial (EPIC) dont l’objet social était de prendre, à la demande de l’État français, des participations dans des entreprises des secteurs de l’énergie, de la pharmacie et des télécommunications. En tant qu'EPIC, l'Erap disposait de la personnalité morale et de l'autonomie financière.

## Historique

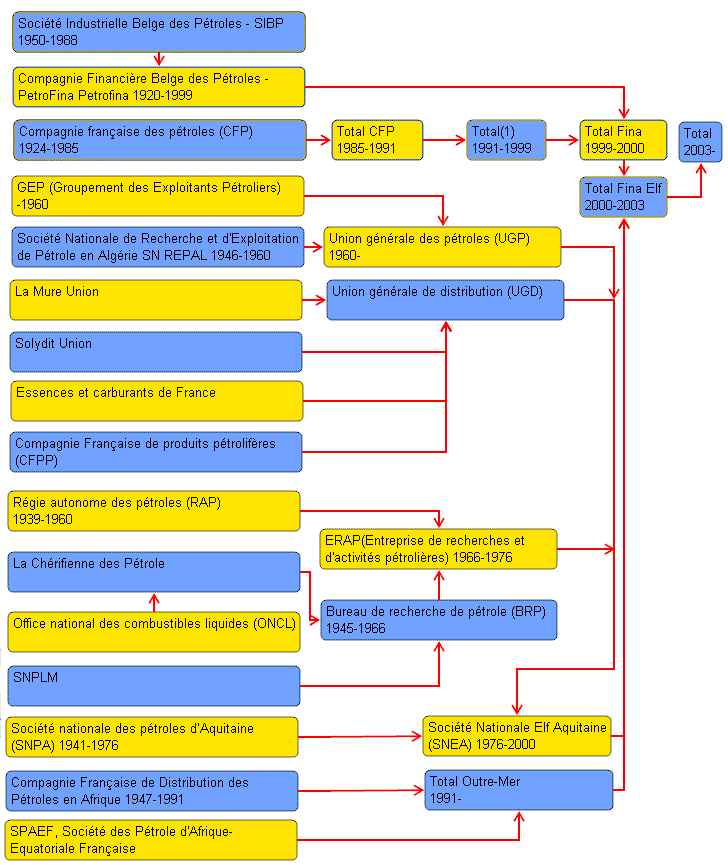
Schéma des acquisitions et fusions liées à l'histoire de Total jusqu'en 2003.

Créée en 1965, par le décret 65-1116 du 17 décembre 1965 relatif au regroupement de la Régie autonome des pétroles (RAP) et du Bureau de recherches de pétrole (BRP), l'établissement public filialise en 1966 la Société nationale des pétroles d'Aquitaine (SNPA). Cette dernière est par la suite surnommée Elf-ERAP à partir de la création de la marque en 27 avril 1967, jusqu'en 1976. A cette date, le 1er septembre 1976, la SNPA devient la Société nationale Elf Aquitaine (SNEA). 
Durant les années 1990, l'Erap s'est progressivement désengagée du groupe Elf Aquitaine et en est totalement sortie en 1996. Les années suivantes, l'Erap s'est contentée de porter des actions France Télécom et COGEMA (qui deviendra ensuite AREVA) pour le compte de l'État.
L'Erap a été dissoute par le gouvernement en vertu du décret no 2010-1271 du 25 octobre 2010.
Prise de participations dans les entreprises suivantes :
- Areva : 0 % depuis fin 2009
- France Télécom : 0,2 % depuis fin 2009
- ELF : 0 % depuis 1996

## Conseil d'administration
L'Erap était administrée par un conseil d'administration de neuf membres :
- quatre représentants de l'État, nommés par décret ;
- quatre personnalités qualifiées nommés par décret ;
- un président, nommé en conseil des ministres.